# Gornje Lipovo
Gornje Lipovo (cyr. Горње Липово) – wieś w Czarnogórze, w gminie Kolašin. W 2011 roku liczyła 83 mieszkańców.